# Amorphophallus mysorensis
Amorphophallus mysorensis är en kallaväxtart som beskrevs av E.Barnes och Cecil Ernest Claude Fischer. Amorphophallus mysorensis ingår i släktet Amorphophallus och familjen kallaväxter. Inga underarter finns listade.